# Oly.
Oly., właśc. Aleksandra Komsta (ur. 1994 w Nałęczowie) – polska piosenkarka, kompozytorka, przedstawicielka alternatywnego popu. Samodzielnie nauczyła się grać m.in. na ukulele i kalimbie. W 2013 r. zaczęła prezentować swoje wykonania na kanale YouTube. Można ją było usłyszeć powszechnie w 2014 r. w utworze „The Healing”, który śpiewa razem z Fismollem. Piosenka znalazła się na składance „Tunnel Vision vol.1: Slow Burning”, wydawanej przez oficynę Nextpop. Wiosną 2015 r. opublikowano podwójny singel „Afterlife”/„The Loneliest Whale on Earth”, który zwiastował debiutancki album Oly. pt. Home. Drugi utwór z pierwszego singla wokalistka wykonała z islandzkim artystą Low Roar. Na przełomie 2017 i 2018 wydano dwa single wokalistki („Biegnij” i „Nie ma Cię tu”) do filmu dla dzieci zatytułowanego Tarapaty. Jesienią 2018 ukazał się drugi album artystki (Rzeczy których nie mówię kiedy jestem dorosła), na którym zawarta jest m.in. współpraca z Andrzejem Smolikiem.

## Dyskografia
Albumy
| Tytuł                                         | Dane dot. albumu                                                                                                | Pozycja na liście |
| Tytuł                                         | Dane dot. albumu                                                                                                | POL               |
| --------------------------------------------- | --- | ----------------- |
| Home                                          | - Data premiery: 27 kwietnia 2015 (wersja cyfrowa), 22 czerwca 2015 (CD) - Wydawca: Nextpop/Warner Music Poland | –                 |
| Rzeczy których nie mówię kiedy jestem dorosła | - Data premiery: 23 listopada 2018 - Wydawca: Oly./Warner Music Poland                                          | –                 |

### Single
- 2015: „Afterlife” / „The Lonelines Whale On Earth” (ft. Low Roar)
- 2017: „Biegnij”
- 2018: „Nie ma Cię tu”, „Mapa naszych miejsc”, „Zniknę zniknę” (feat. Smolik)

### Gościnnie
- 2014: singel Fismolla „The Healing”
- 2016: na albumie Milky Wishlake pt. Wait for Us w piosence „Hope Song”
- 2017: na albumie Stonkatank pt. Totem w piosence „Bright Side” oraz na albumie zespołu Łagodna Pianka pt. Klisze w utworze „Historia połączeń”